# Harbonnières
Harbonnières est une commune française située dans le département de la Somme, en région Hauts-de-France.

## Géographie

### Localisation

#### Communes limitrophes
Les communes limitrophes sont  Bayonvillers, Caix, Framerville-Rainecourt, Guillaucourt, Morcourt, Proyart, Rosières-en-Santerre et Vauvillers.
| Morcourt     | Proyart      | Framerville-Rainecourt |
| Bayonvillers | Harbonnières | Vauvillers             |
| Guillaucourt | Caix         | Rosières-en-Santerre   |

### Description
Harbonnières est un bourg picard du Santerre aisément accessible par l'ancienne route nationale 29 (actuelle RD 1029). Le village est à faible distance des autoroutes A1 et A29.
Harbonnières est traversée par la ligne d'Amiens à Laon, mais la station de chemin de fer la plus proche est la gare de Rosières, desservie par des trains régionaux TER Hauts-de-France qui effectuent des missions entre les gares d'Amiens et de Tergnier ou de Laon.
En 2019, la localité est desservie par les autocars du réseau inter-urbain Trans'80, Hauts-de-France, sauf les jours fériés (ligne no 43, Harbonnières - Rosières-en-Santerre, ligne no 47, ligne de marché : Péronne - Rosières - Amiens, ligne no 59, Harbonnières - Péronne).

### Géologie et relief
Le sol et le sous-sol d'Harbonnières, bourg picard du plateau du Santerre, sont de formation tertiaire. Ils sont formés de couches argileuses de limon des plateaux qui laisse passer l'eau jusqu'à une profondeur de dix mètres. Le diluvium se rencontre dans un fond de vallée.

### Hydrographie
La commune est située dans le bassin Artois-Picardie. Elle n'est drainée par aucun cours d'eau.

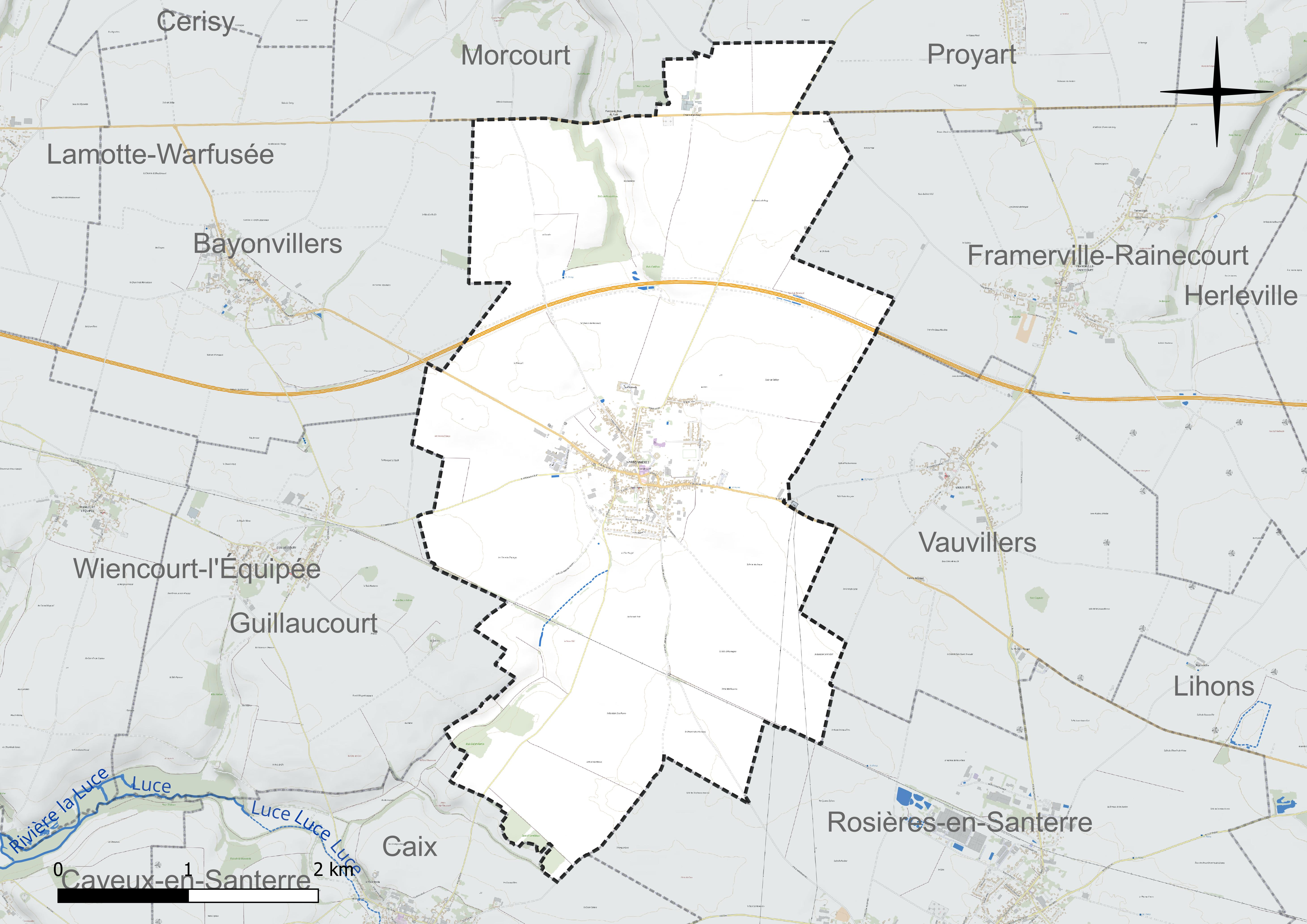
Réseau hydrographique d'Harbonnières.

### Climat
Pour des articles plus généraux, voir Climat des Hauts-de-France et Climat de la Somme.
En 2010, le climat de la commune est de type climat océanique dégradé des plaines du Centre et du Nord, selon une étude du CNRS s'appuyant sur une série de données couvrant la période 1971-2000. En 2020, Météo-France publie une typologie des climats de la France métropolitaine dans laquelle la commune est exposée à un climat océanique et est dans la région climatique Nord-est du bassin Parisien, caractérisée par un ensoleillement médiocre, une pluviométrie moyenne régulièrement répartie au cours de l'année et un hiver froid (3 °C).
Pour la période 1971-2000, la température annuelle moyenne est de 10,1 °C, avec une amplitude thermique annuelle de 14,6 °C. Le cumul annuel moyen de précipitations est de 688 mm, avec 11,4 jours de précipitations en janvier et 8,4 jours en juillet. Pour la période 1991-2020, la température moyenne annuelle observée sur la station météorologique la plus proche, située sur la commune de Rouvroy-en-Santerre à 9 km à vol d'oiseau, est de 10,8 °C et le cumul annuel moyen de précipitations est de 635,8 mm,. Pour l'avenir, les paramètres climatiques de la commune estimés pour 2050 selon différents scénarios d'émission de gaz à effet de serre sont consultables sur un site dédié publié par Météo-France en novembre 2022.

### Paysages
Le relief de la commune est celui d'un plateau compris entre la vallée de la Luce et celle de la Somme. Le nord-est est à peu près plat sauf une petite vallée sèche qui se dirige vers Morcourt. Les environs du village sont légèrement vallonnés d'où un vallon va rejoindre la vallée de la Luce.

## Urbanisme

### Typologie
Au 1er janvier 2024, Harbonnières est catégorisée bourg rural, selon la nouvelle grille communale de densité à sept niveaux définie par l'Insee en 2022.
Elle est située hors unité urbaine. Par ailleurs la commune fait partie de l'aire d'attraction d'Amiens, dont elle est une commune de la couronne,. Cette aire, qui regroupe 369 communes, est catégorisée dans les aires de 200 000 à moins de 700 000 habitants,.

### Occupation des sols

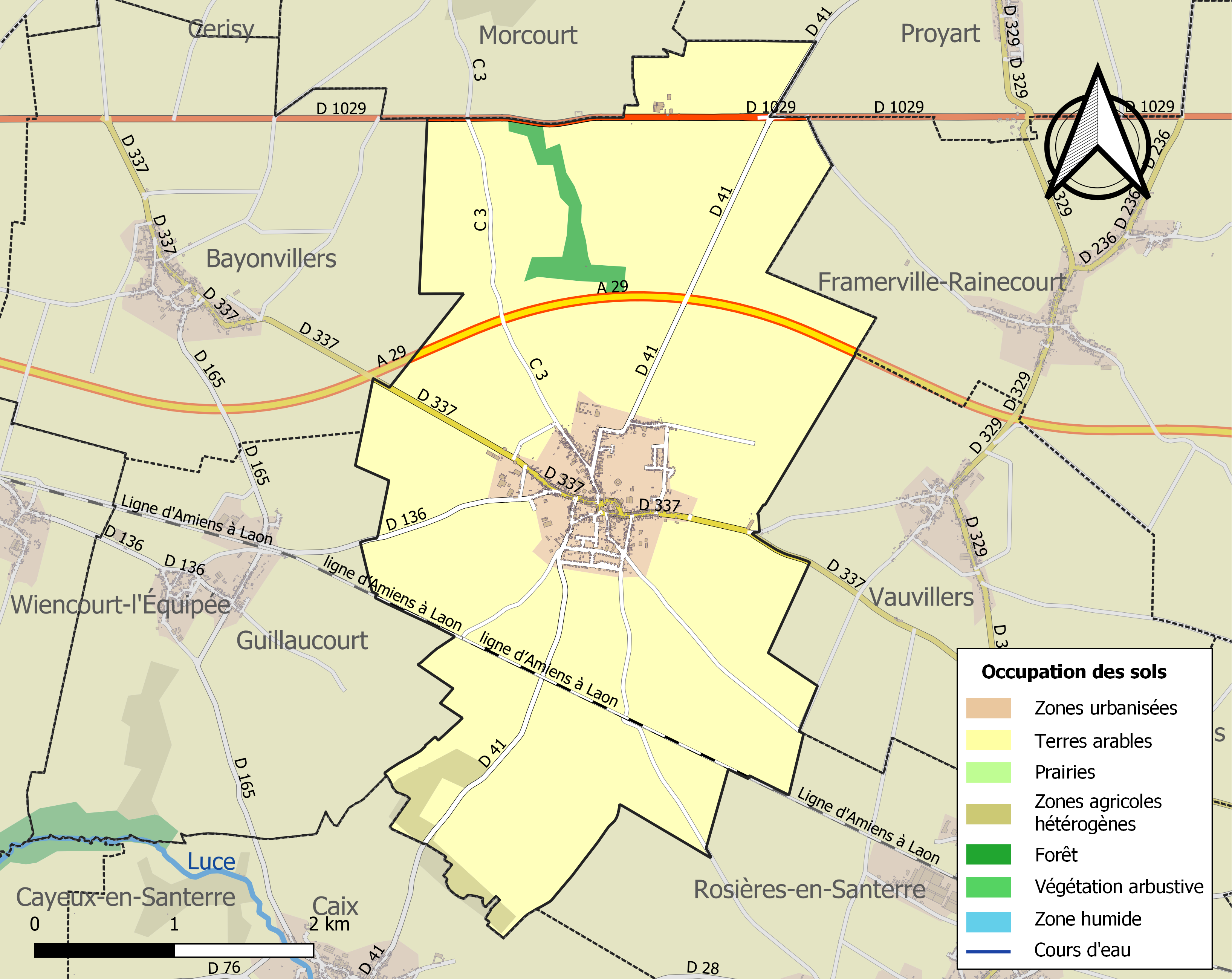
Carte des infrastructures et de l'occupation des sols de la commune en 2018 (CLC).

L'occupation des sols de la commune, telle qu'elle ressort de la base de données européenne d'occupation biophysique des sols Corine Land Cover (CLC), est marquée par l'importance des territoires agricoles (90,8 % en 2018), une proportion sensiblement équivalente à celle de 1990 (91,3 %). La répartition détaillée en 2018 est la suivante : 
terres arables (89 %), zones urbanisées (7,5 %), zones agricoles hétérogènes (1,8 %), forêts (1,6 %). L'évolution de l'occupation des sols de la commune et de ses infrastructures peut être observée sur les différentes représentations cartographiques du territoire : la carte de Cassini (XVIIIe siècle), la carte d'état-major (1820-1866) et les cartes ou photos aériennes de l'IGN pour la période actuelle (1950 à aujourd'hui).

### Morphologie urbaine
La commune présente un habitat groupé avec des lotissements de maisons individuelles qui se sont édifiés à l'est et au sud de la bourgade.

### Habitat et logement
En 2018, le nombre total de logements dans la commune était de 696, alors qu'il était de 698 en 2013 et de 621 en 2008.
Parmi ces logements, 88,1 % étaient des résidences principales, 2,3 % des résidences secondaires et 9,6 % des logements vacants. Ces logements étaient pour 96,6 % d'entre eux des maisons individuelles et pour 3,3 % des appartements.
Le tableau ci-dessous présente la typologie des logements à Harbonnières en 2018 en comparaison avec celle de la Somme et de la France entière. Une caractéristique marquante du parc de logements est ainsi une proportion de résidences secondaires et logements occasionnels (2,3 %) inférieure à celle du département (8,3 %) et à celle de la France entière (9,7 %). Concernant le statut d'occupation de ces logements, 57,1 % des habitants de la commune sont propriétaires de leur logement (58,7 % en 2013), contre 60,3 % pour la Somme et 57,5 % pour la France entière.
| Typologie                                               | Harbonnières | Somme | France entière |
| ------------------------------------------------------- | ------------ | ----- | -------------- |
| Résidences principales (en %)                           | 88,1         | 83,3  | 82,1           |
| Résidences secondaires et logements occasionnels (en %) | 2,3          | 8,3   | 9,7            |
| Logements vacants (en %)                                | 9,6          | 8,4   | 8,2            |

## Toponymie
On trouve pour désigner Harbonnières, dans les textes anciens, plusieurs formes : Arboneria (1111), Harbonnérii, Harbonières et enfin en 1215, Harbonnières.
Selon une hypothèse, le nom serait dû au fait que des herbes ou des arbres touffus croissaient à l'endroit où se sont implantées les premières habitations. Selon une seconde hypothèse, le nom de la commune dériverait d'Harbo, nom d'un chef franc. Harbonnières serait alors le domaine de ce chef.

## Histoire

### Antiquité
Les vestiges de trois villas gallo-romaines ont été retrouvés.

### Moyen Âge
Le lieu est érigé en paroisse avant le XIIe siècle, et en commune en 1104. Le prieuré clunisien de Lihons-en-Santerre nomme le curé à partir de 1111 tandis que l'abbaye de Saint-Fuscien et le prieuré de Méricourt-sur-Somme se partagent le reste de la dîme.
Au XIIe siècle, Harbonnières dispose d'une maladrerie et un Hôtel-Dieu. Sous Louis XIV, les biens de la maladrerie et de l'Hôtel-Dieu d'Harbonnières sont unis à l'Hôtel-Dieu de Montdidier.
Harbonnières est le siège de deux foires annuelles dès le Moyen Âge, et Charles IX en ajoute deux en 1567.
La seigneurie d'Harbonnières passe au XIVe siècle à la famille de Lorraine, qui participe à la reconstruction de l'église au XVIe siècle.

### Temps modernes
Harbonnières fit partie du marquisat de Feuquières, érigé en 1646 pour Isaac de Pas, diplomate. Cette branche s'éteignit dans les mâles en 1730, et le marquisat échut à Pauline-Chorisante de Pas de Feuquières, épouse de Joachim-Adolphe de Séglière, marquis de Soyecourt, comte de Tilloloye, etc. L'un des seigneurs d'Harbonnières au XVIIIe siècle est Antoine-Adolphe de Seiglières de Belleforière de Soyecourt, marquis de Feuquières, seigneur d'Harbonnières, Caix, Morcourt et autres lieux, mestre de camp de cavalerie, chevalier de Saint-Louis, gouverneur général de la ville de Montdidier en 1759. Il meurt guillotiné en 1791.

### Époque contemporaine

#### XIXesiècle
En 1888, à la suite d'un don de Justine  Vaillant, habitante d'Harbonnières, la congrégation de Notre-Dame des Sept Douleurs fonde un hospice au centre du village. Détruit lors de l'offensive allemande de 1918, l'hospice est reconstruit en 1927. En 1950, l'établissement est reconverti en orphelinat puis en institut pour enfants handicapés mentaux. Il accueille aujourd'hui des adultes handicapés.

#### Première Guerre mondiale
Pendant la Première Guerre mondiale, Harbonnières se trouve dans la zone des combats ou de son arrière,,,,,,.
Harbonnières est repris par les Français au cours de l'été 1916, pendant la bataille de la Somme. Pris par les Allemands le 27 avril 1918 pendant leur offensive du Printemps, le bourg est définitivement repris par les Australiens le 8 août, le premier jour de la bataille d'Amiens.

Canon d'artillerie lourde sur voie ferrée stationné dans les fonds d'Harbonnières, le 29 juin 1916.
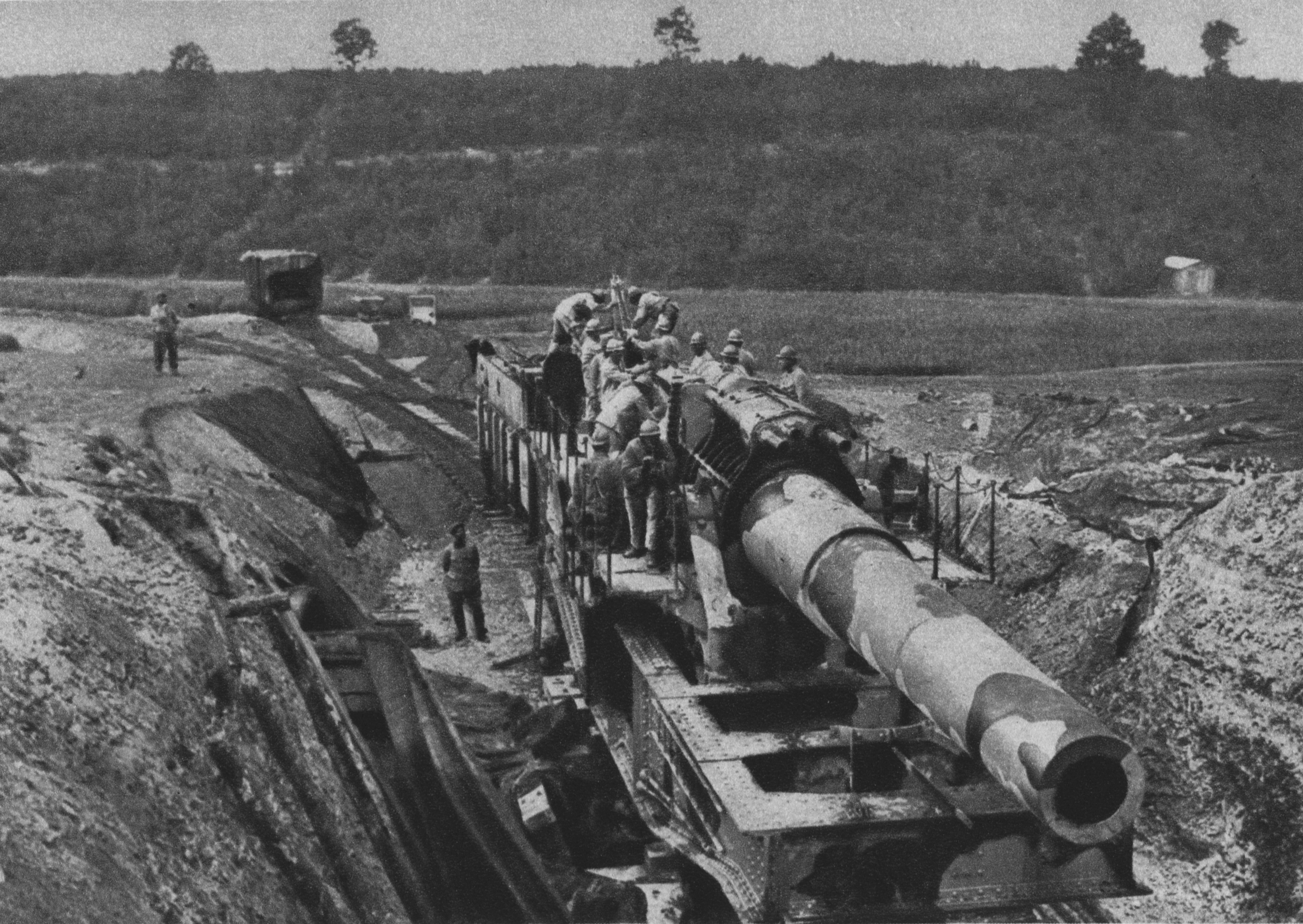
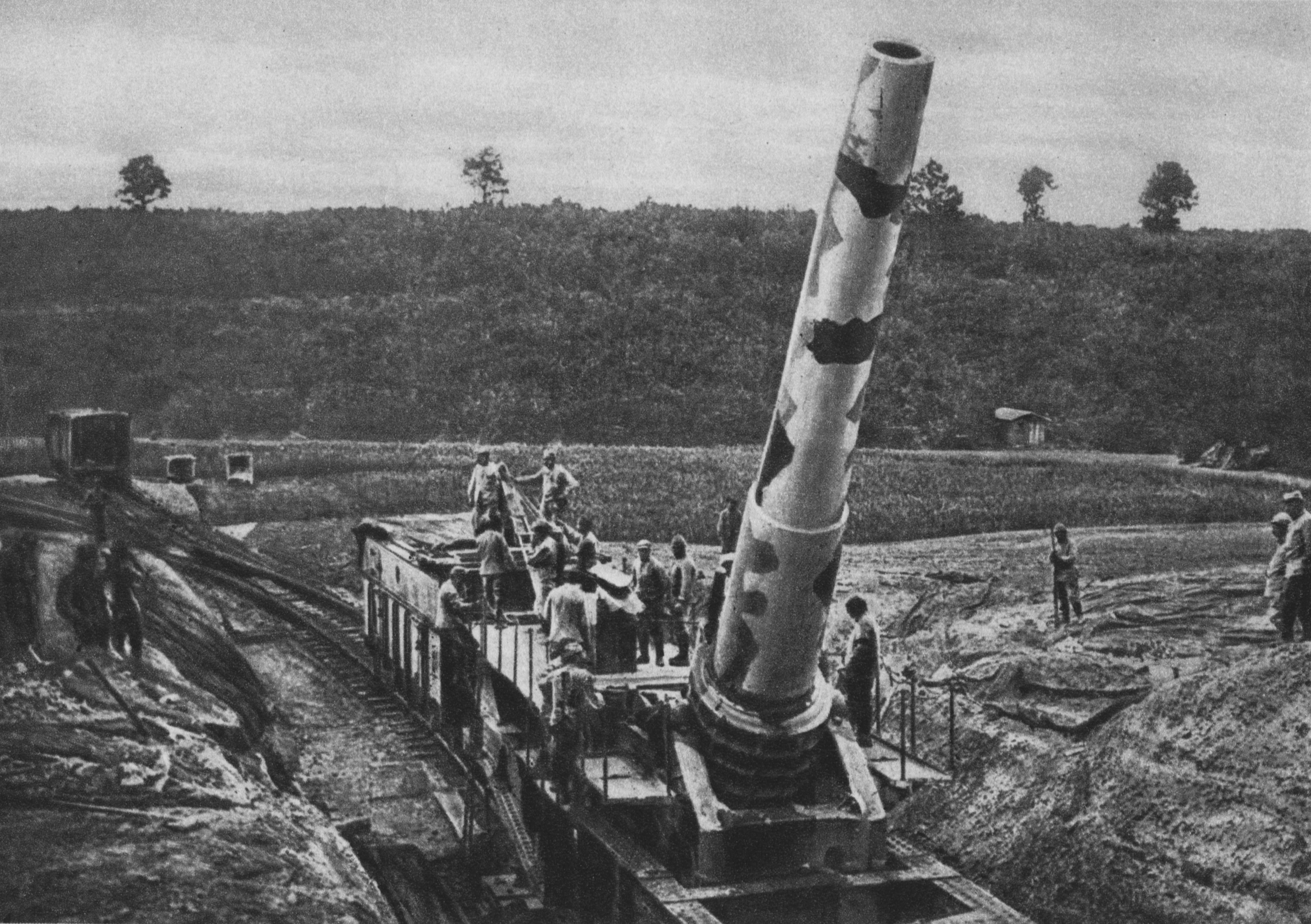
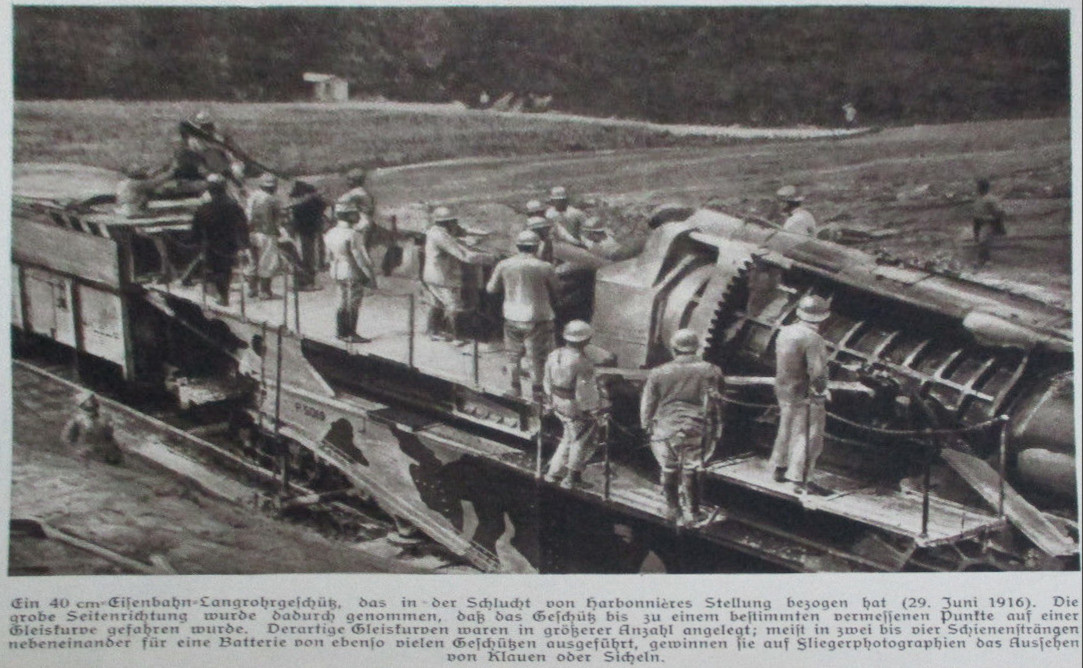
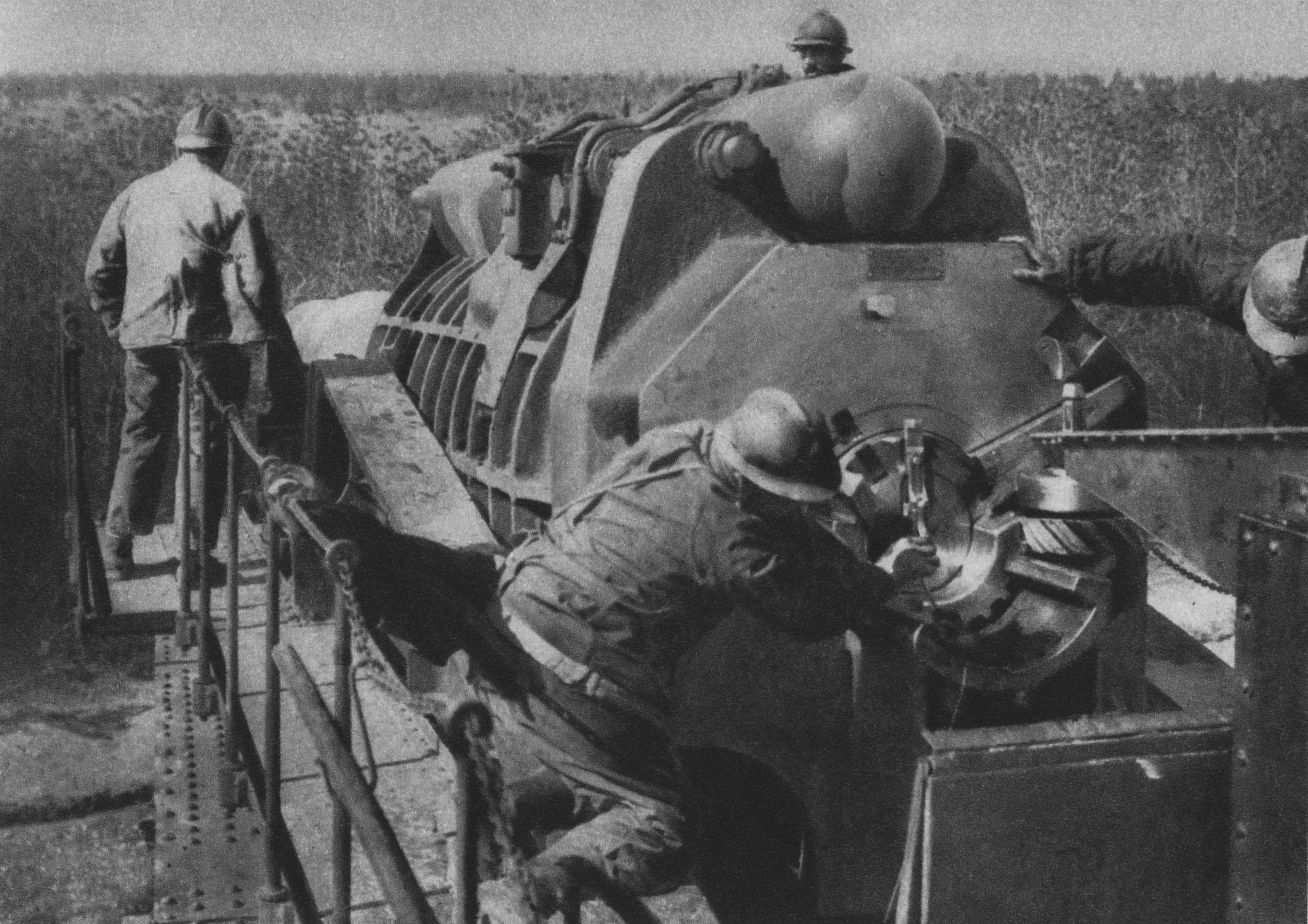

La commune a été décorée de la croix de guerre 1914-1918 le 3 novembre 1920.

## Politique et administration

### Rattachement administratifs et électoraux
La commune se trouvait de 1793 à 2016 dans l'arrondissement de Montdidier du département de la Somme. Par arrêté préfectoral du 27 décembre 2016, la commune en est détachée le 1er janvier 2017 pour intégrer l'arrondissement de Péronne. Pour l'élection des députés, elle fait partie depuis 1958 de la cinquième circonscription de la Somme.
Elle faisait partie depuis 1801 du canton de Rosières-en-Santerre. Dans le cadre du redécoupage cantonal de 2014 en France, la commune est intégrée au canton de Moreuil.

### Intercommunalité
La commune faisait partie de la communauté de communes du Santerre créée le 31 décembre 1993.
Dans le cadre des dispositions de la loi portant nouvelle organisation territoriale de la République du 7 août 2015, qui prévoit que les établissements publics de coopération intercommunale (EPCI) à fiscalité propre doivent avoir un minimum de 15 000 habitants, la préfète de la Somme propose en octobre 2015 un projet de nouveau schéma départemental de coopération intercommunale (SDCI) qui prévoit la réduction de 28 à 16 du nombre des intercommunalités à fiscalité propre du département.
Le projet préfectoral prévoit la « fusion des communautés de communes de Haute Picardie et du Santerre », le nouvel ensemble de 17 954 habitants regroupant 46 communes,,. À la suite de l'avis favorable de la commission départementale de coopération intercommunale en janvier 2016, la préfecture sollicite l'avis formel des conseils municipaux et communautaires concernés en vue de la mise en œuvre de la fusion le 1er janvier 2017.
Cette procédure aboutit à la création au 1er janvier 2017 de la communauté de communes Terre de Picardie, dont la commune est désormais membre.

### Liste des maires

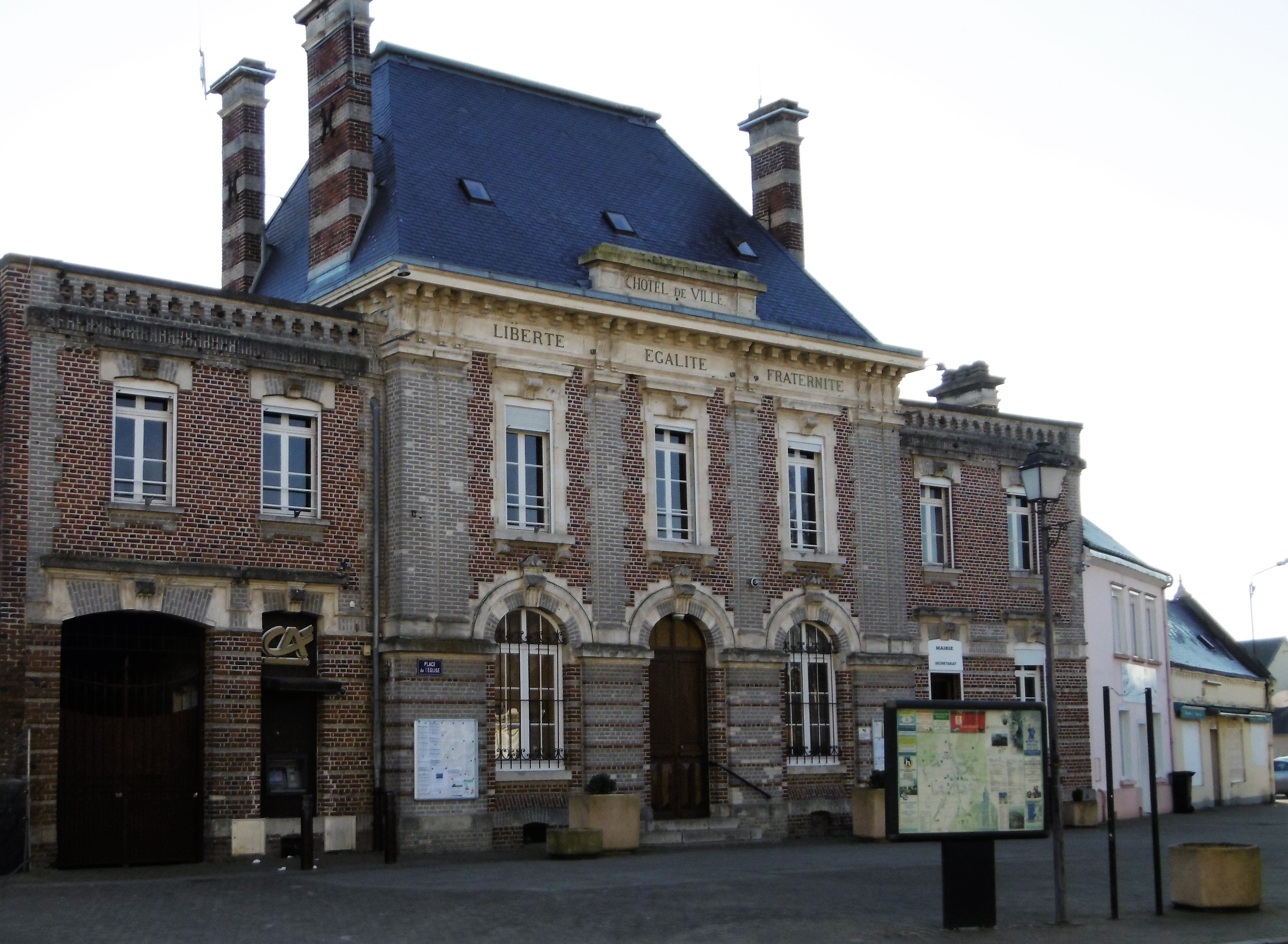
La mairie.

| Période                                  | Période                        | Identité                               | Étiquette  | Qualité |
| ---------------------------------------- | ------------------------------ | -------------------------------------- | ---------- | --- |
| Les données manquantes sont à compléter. |                                |                                        |            | |
| 1789                                     |                                | Firmin Bernard                         |            | |
| vers octobre 1792                        | vers décembre 1794             | Aubin Legenne                          |            | Propriétaire, cultivateur à Harbonnières, marchand de tourbe. |
| novembre 1795                            | vers juillet 1798              | Noël Thuillier                         |            | Agent municipal |
| mai 1798                                 | vers juillet 1798              | Jean Baptiste Maréchal                 |            | Cabaretier à Harbonnières Agent municipal |
| vers septembre 1798                      | juillet 1800                   | Aubin Legenne                          |            | Propriétaire, cultivateur à Harbonnières, marchand de tourbe Agent municipal                                                                                               |
| juillet 1800                             | mai 1803                       | Pierre-François Blot                   |            | Notaire à Harbonnières |
| mai 1803                                 | février 1810                   | Aubin Legenne                          |            | Propriétaire, cultivateur à Harbonnières, marchand de tourbe |
| février 1810                             | août 1825                      | Jean-Baptiste Nicolas Joseph Bernard   |            | Démissionnaire |
| août 1825                                | décembre 1836                  | Martin Liévin Boulanger                |            | Fabricant en bonneterie, négociant. |
| janvier 1837                             | septembre 1848                 | Jean Baille                            |            | |
| septembre 1848                           | novembre 1849                  | Louis François Adolphe Masson          |            | Notaire à Harbonnières (1848 → 1854) Conseiller d'arrondissement (1848 → 1855)                                                                                             |
| décembre 1849                            | juillet 1850                   | Jean-Baptiste Lebrun                   |            | |
| juillet 1850                             | décembre 1850                  | Auguste Maurisse                       |            | Inspecteur des écoles primaires de l'arrondissement Officier d'académie Maire par intérim                                                                                  |
| décembre 1850                            | février 1853                   | Louis François Adolphe Masson          |            | Notaire à Harbonnières (1848 → 1854) Conseiller d'arrondissement (1848 → 1855) Maire par intérim jusqu'en juillet 1852                                                     |
| février 1853                             | juin 1853                      | Joseph Timoté Desachy                  |            | |
| juin 1853                                | avril 1859                     | Charles Augustin Bernard               |            | Propriétaire cultivateur |
| mai 1859                                 | septembre 1870                 | Frédéric Florent Delattre              |            | |
| septembre 1870                           | octobre 1876                   | Charles Augustin Bernard               |            | |
| octobre 1876                             | janvier 1881                   | Jean-Baptiste Alexandre Martin Décotte |            | Marchand de nouveautés |
| février 1881                             | décembre 1883                  | Arsène Théophile Catillon              |            | Fabricant de tricot. Démissionnaire à la suite de la démission collective de 15 conseillers municipaux en raison du retard pris par le projet de construction d'une école. |
| décembre 1883                            | mai 1888                       | Adolphe Daire                          |            | Propriétaire |
| mai 1888                                 | mai 1896                       | Charles Cotté                          |            | Filateur. |
| mai 1896                                 | juin 1899                      | Oscar Doublet                          |            | Démissionnaire |
| juin 1899                                | mai 1904                       | Ludovic Hordé                          |            | Boulanger. Propriétaire à Harbonnières |
| mai 1904                                 | mai 1908                       | Achille Bourse                         |            | Propriétaire |
| mai 1908                                 | janvier 1917                   | Ludovic Hordé                          |            | Boulanger. Propriétaire à Harbonnières Démissionnaire en mai 1914 et rééélu                                                                                                |
| janvier 1917                             | mai 1921                       | Théophile Miseron                      |            | Maire par intérim, mort en fonction |
| juin 1921                                | 1945                           | Gustave Devillers                      | Rad.-Soc.. | Entrepreneur de menuiserie Conseiller d'arrondissement (1929 → 1944) Officier d'académie Mandat interrompu de 1940 à janvier 1941                                          |
| 1945                                     |                                | Arthur Brard                           |            | |
| 1947                                     | mars 1977                      | Henry Vanpoperinghe                    | DVD        | Officier du Mérite agricole Chevalier des Palmes académiques |
| mars 1977                                | mars 1989                      | Jacques Carré                          | PS         | |
| 1989                                     | 1995                           | Robert Schietequatte                   |            | Agriculteur Président des clubs de football et de longue paume d'Harbonnières Chevalier du Mérite agricole                                                                 |
| 1995                                     | mars 2006                      | Bertrand Auvray                        |            | Mort en fonction |
| avril 2006                               | mai 2020                       | Régis Ventelon                         | PS         | |
| mai 2020                                 | En cours (au 1er juillet 2023) | Georgette Sciascia                     |            | Femme au foyer Réélue en 2023 après la démission d'une partie du conseil municipal                                                                                         |

## Équipements et services publics
Les services sont représentés par l'école maternelle et primaire ainsi que par le foyer de vie « Notre-Dame » pour adultes handicapés, situé en plein centre du bourg, à côté de l'église. Ce dernier est le principal employeur de la commune.

### Enseignement
L'intercommunalité gère l'école élémentaire (réalisée en 2017, elle a coûté 1,6 million d'euros) et l'école maternelle de Harbonnières qui accueillent, en 2017-2018, 176 élèves dont une centaine en élémentaire. Les écoles pourraient accueillir les élèves de Caix et devenir un regroupement pédagogique concentré, mais la municipalité de Caix a obtenu le maintien de son école en 2017.

## Population et société

### Démographie
L'évolution du nombre d'habitants est connue à travers les recensements de la population effectués dans la commune depuis 1793. Pour les communes de moins de 10 000 habitants, une enquête de recensement portant sur toute la population est réalisée tous les cinq ans, les populations de référence des années intermédiaires étant quant à elles estimées par interpolation ou extrapolation. Pour la commune, le premier recensement exhaustif entrant dans le cadre du nouveau dispositif a été réalisé en 2008.

En 2022, la commune comptait 1 640 habitants, en évolution de −0,3 % par rapport à 2016 (Somme : −1,26 %, France hors Mayotte : +2,11 %).
| 1793  | 1800  | 1806  | 1821  | 1831  | 1836  | 1841  | 1846  | 1851  |
| ----- | ----- | ----- | ----- | ----- | ----- | ----- | ----- | ----- |
| 1 776 | 1 925 | 1 985 | 1 837 | 2 117 | 2 180 | 2 212 | 2 250 | 2 165 |

| 1856  | 1861  | 1866  | 1872  | 1876  | 1881  | 1886  | 1891  | 1896  |
| ----- | ----- | ----- | ----- | ----- | ----- | ----- | ----- | ----- |
| 2 062 | 2 070 | 2 091 | 2 014 | 2 010 | 1 960 | 1 884 | 1 907 | 1 800 |

| 1901  | 1906  | 1911  | 1921  | 1926  | 1931  | 1936  | 1946  | 1954  |
| ----- | ----- | ----- | ----- | ----- | ----- | ----- | ----- | ----- |
| 1 774 | 1 686 | 1 573 | 1 150 | 1 319 | 1 305 | 1 300 | 1 324 | 1 345 |

| 1962  | 1968  | 1975  | 1982  | 1990  | 1999  | 2006  | 2008  | 2013  |
| ----- | ----- | ----- | ----- | ----- | ----- | ----- | ----- | ----- |
| 1 405 | 1 426 | 1 559 | 1 371 | 1 286 | 1 305 | 1 441 | 1 480 | 1 650 |

| 2018  | 2022  | - | - | - | - | - | - | - |
| ----- | ----- | - | - | - | - | - | - | - |
| 1 638 | 1 640 | - | - | - | - | - | - | - |

## Économie
La  terre fertile a rendu prospère l'agriculture principalement céréalière et betteravière. L'élevage de chevaux trait du Nord est aussi présent sur la commune.
Harbonnières possède sur son territoire un certain nombre d'activités économiques :
- la Société des Produits chimiques d'Harbonnières (S.P.C.H.), située à l'entrée du village sur la route de Bayonvillers - Usine fermée en 2019[49] ;
- plusieurs commerces : une boulangerie, une épicerie, deux coiffeurs, un bar-restaurant, situés dans le bourg ;
- le foyer de vie « Notre-Dame », l'un des principaux employeurs de la commune, situé en plein centre du bourg, à côté de l'église.

## Culture locale et patrimoine

### Lieux et monuments
- L'église Saint-Martin : 

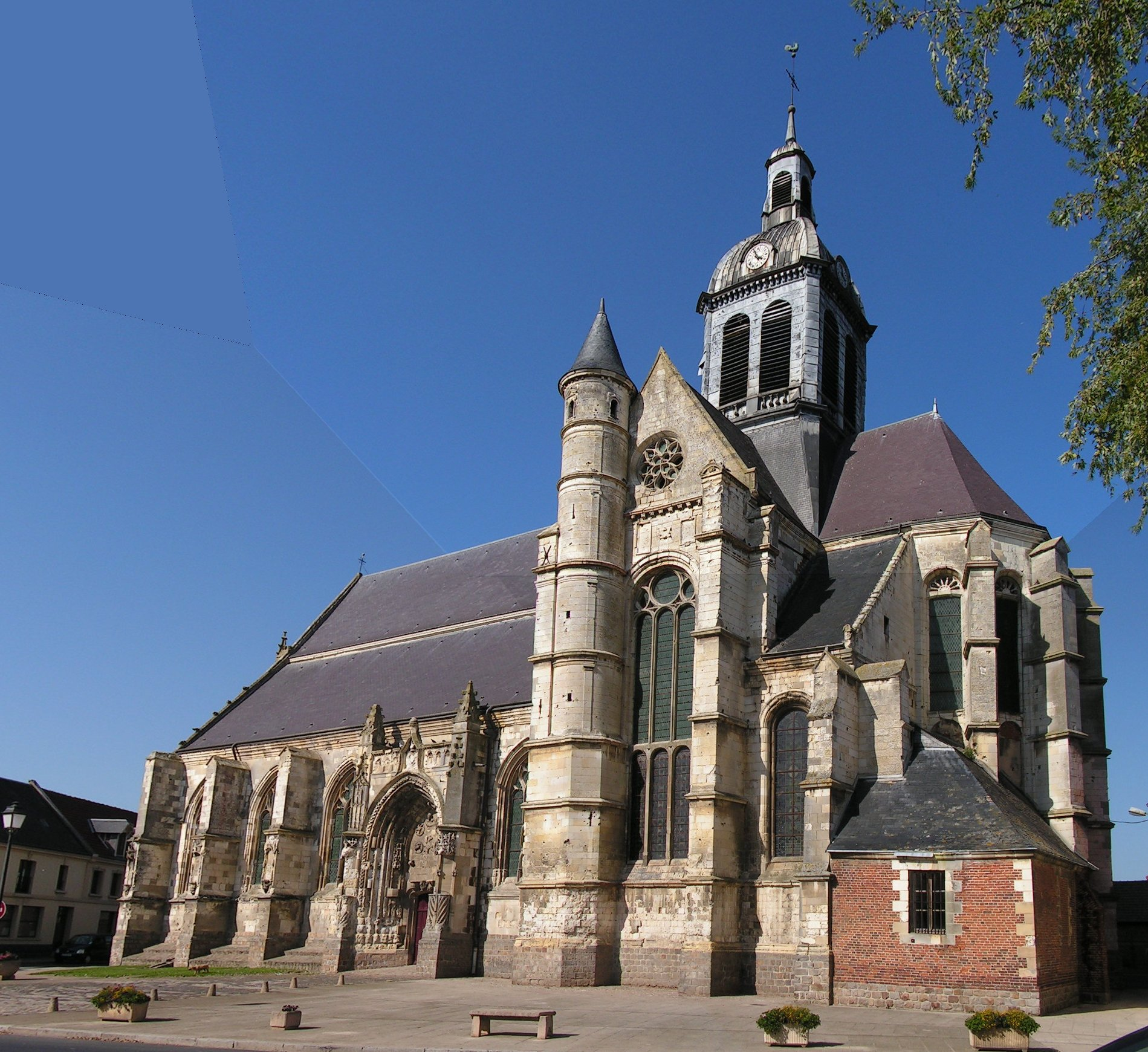
L'église Saint-Martin.

L'église Saint-Martin d'Harbonnières, l'une des plus vastes du Santerre et parfois appelée « la petite cathédrale du Santerre », reconstruite à l'emplacement d'une église plus ancienne, date des XVIe et XVIIe siècles[14].
Dans cette église en craie, deux styles architecturaux différents cohabitent : le gothique flamboyant de la nef à cinq travées et le style Renaissance du chœur et du transept.
L'important mobilier de style Louis XIV comprend notamment une chaire[50], deux bas-reliefs représentant l'annonciation et l'adoration des bergers[51] ainsi que le maître-autel peints par Alexis Mazerolle en 1855[52].
L'édifice a été  Classé MH (1906).

- La chapelle du cimetière : 
Cette chapelle a été édifiée en pierre de taille en 1817, avant le transfert du cimetière communal à cet endroit, en 1845. Elle possède une statue polychrome de la Vierge et un ex-voto en marbre de 1891. Le toit de la chapelle a été refait en 2000 par la municipalité[53].
- Le monument aux morts, édifié grâce à une de souscription publique en 1922[54], décoré d'une sculpture de femme en pleurs de Georges Roty, fils d'Oscar Roty[55]. L'église paroissiale comprend une autre plage commémorative, édifiée aux frais du clergé vers 1926 : cette stèle est ornée d'une mosaïque représentant le Christ en buste, et d'un bas-relief montrant le transport d'une civière[54].
- Cimetière militaire Heath Cimetery : 
« Heath » signifie lande. Située face au bois du Sart, au bord de la route Amiens - Saint-Quentin, au nord d'Harbonnières, cette nécropole contient 1 860 corps d'hommes tués entre septembre 1915 et octobre 1918 (859 Britanniques, 9 Canadiens, 984 Australiens, 6 Néo-Zélandais et 2 Sud-Africains) dont plus de 360 n'ont pu être identifiés.  
Tous les corps reposant ici, proviennent de tombes isolées et de cimetières édifiés au cours du conflit, situés à proximité, en particulier entre Harbonnières et Bray-sur-Somme[56].

Monuments aux morts et cimetières militaires
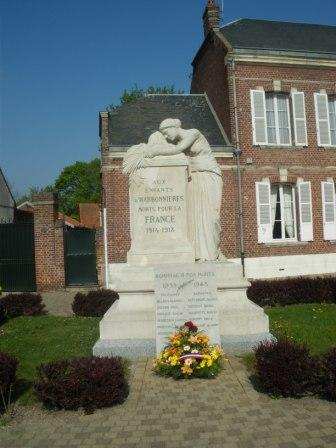
Monument aux morts communal.
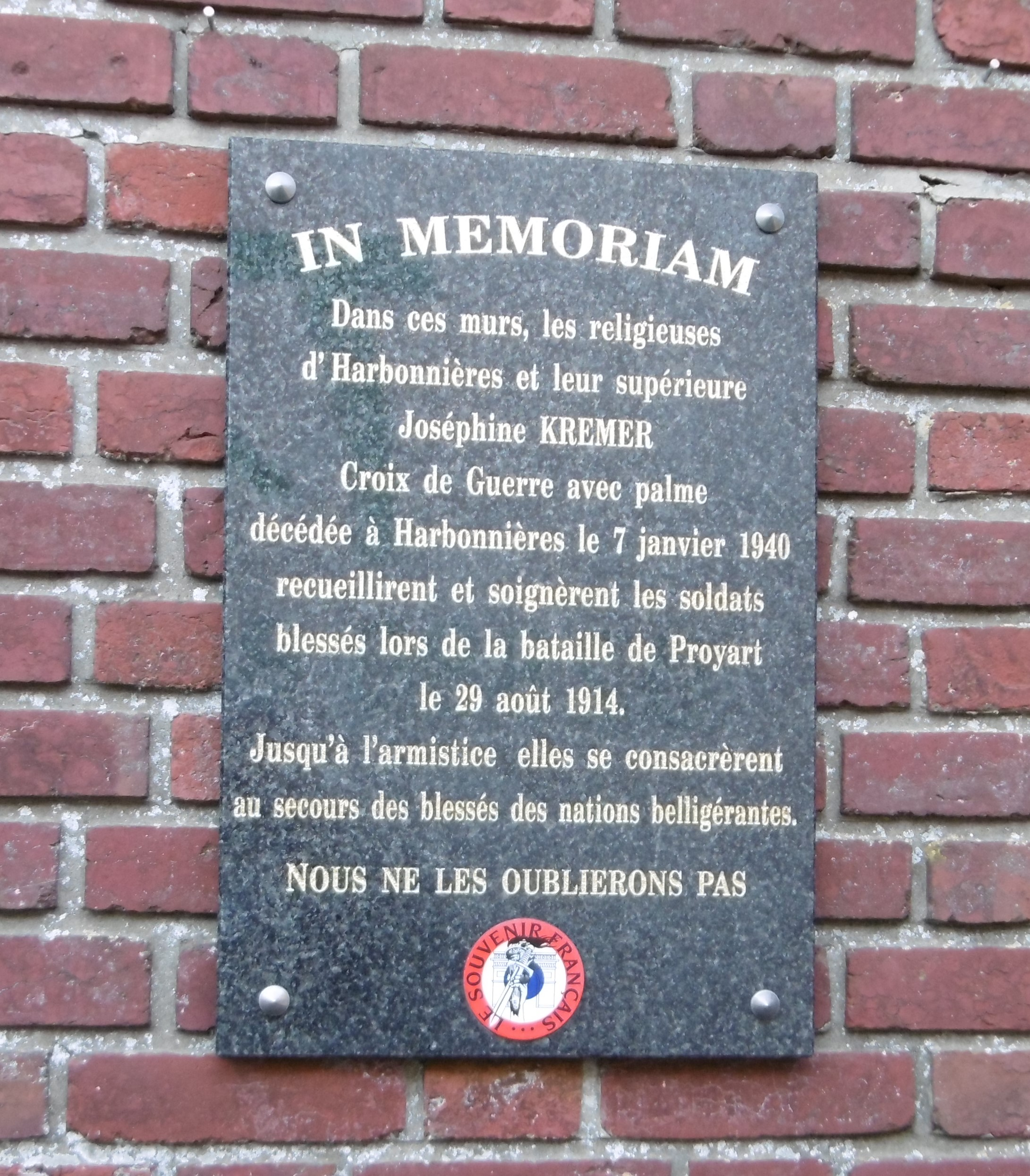
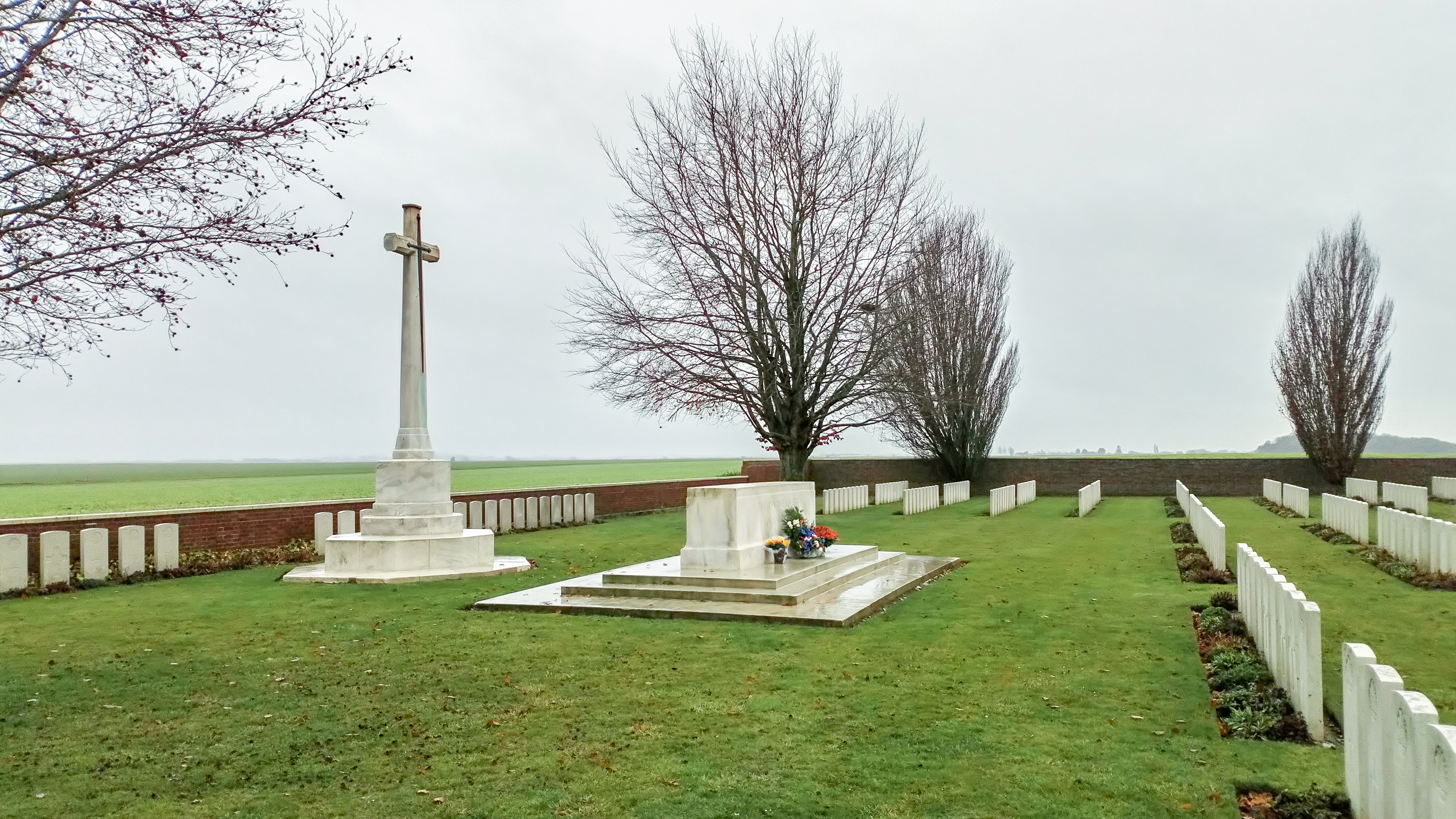
Le cimetière militaire britannique.

- Anciens bâtiments industriels en brique, 30 rue de Feuquières, reconstruits en 1921 pour la bonneterie Bouly Lepage créée en 1888 et détruits pendant la Première Guerre mondiale. Ils sont utilisés par la société des produits chimiques d'Harbonnières[57].

### Personnalités liées à la commune
- Prudence Pezé veuve Guiraud dite la Louve de Rainecourt (1766-1820), native d'Harbonnières, chef de la bande des chauffeurs du Santerre, malfaiteurs et assassins qui sévissaient dans l'est du département de la Somme depuis la fin du XVIIIe siècle. Elle tient son surnom du fait que devenue veuve, elle gérait une auberge à Raineville, hameau de Framerville-Rainecourt, près d'Harbonnières. Condamnée à mort, elle est guillotinée à Rosières-en-Santerre.
- François Vidocq (1775-1857), ancien bagnard devenu chef de la police de sûreté à Paris. Il arrive dans la Somme pour démasquer et arrêter les chauffeurs du Santerre. En 1820, logeant à Harbonnières, il s'infiltre dans la bande de La Louve de Rainecourt  et parvient à faire arrêter tous ses membres.

### Héraldique
| Blason de Harbonnières | Blason  | De sable semé de fleurs de lis d'or.             |
| Blason de Harbonnières | Détails | Le statut officiel du blason reste à déterminer. |

## Pour approfondir